# Weltmeisterschaften im Gewichtheben 1903
Die 4. Weltmeisterschaften im Gewichtheben fanden vom 1. bis 3. Oktober 1903 in der französischen Hauptstadt Paris statt.  An den von der International Weightlifting Federation (IWF) ausgetragenen Wettkämpfen nahmen 18 Gewichtheber aus fünf Nationen teil. Weltmeister im Sechskampf wurde der Schweizer François Lancoud.

## Medaillengewinner
| Disziplin  | Gold             | Silber                | Bronze         |
| ---------- | ---------------- | --------------------- | -------------- |
| Sechskampf | François Lancoud | Heinrich Schneidereit | Gustave Empain |

## Medaillenspiegel
Die Platzierungen im Medaillenspiegel sind nach der Anzahl der gewonnenen Goldmedaillen sortiert, gefolgt von der Anzahl der Silber- und Bronzemedaillen (lexikographische Ordnung). Weisen zwei oder mehr Nationen eine identische Medaillenbilanz auf, werden sie alphabetisch geordnet auf dem gleichen Rang geführt.
| Rang | Nation                | Gold | Silber | Bronze | Gesamt |
| ---- | --------------------- | ---- | ------ | ------ | ------ |
| 1.   | Schweiz               | 1    | 0      | 0      | 1      |
| 2.   | Deutsches Kaiserreich | 0    | 1      | 0      | 1      |
| 3.   | Belgien               | 0    | 0      | 1      | 1      |